# 沐川设治局
沐川设治局，民國時設置於四川省的設治局，位于四川西南部，今四川省沐川县。因境内有沐川而得名。

## 历史沿革
民国二十九年（1940年）12月，屏山县析出北部第三区、第四区地域，设置沐川设治局，局所驻沐川镇（今四川省沐川县驻地沐溪镇）。民国三十一年2月升格为县。同时，治所沐川镇更名为中城镇。